# 高田村 (新潟県)
高田村（たかだむら）は、かつて新潟県刈羽郡にあった村。

## 沿革
- 1901年（明治34年）11月1日 - 刈羽郡日高村、豊田村が合併して、高田村が発足。
- 1947年（昭和22年）10月10日 - 昭和天皇の戦後巡幸。昭和天皇が村長の飯塚邸に宿泊[1]。
- 1955年（昭和30年）2月1日 - 柏崎市に編入され消滅。

## 村長
- 飯塚知信